# Гази
Гази (на арабски: غازي, както и кази или газия и газии в мн.ч. на турски: gazve; в Испания – разя на испански: razia от араб. „газа“ – воюва) е войн доброволно отдал се в защита на вярата, истината и справедливостта.
Изразът се среща често в мюсюлмански източници от X – XI век от Арабския халифат. Предходно се появява за първи път през втората половина на VII век. В резултат от сблъсъкът в арабско-византийския конфликт и последвалите го византийско-селджукски конфликти, като газии се изявяват повечето османски пълководци и завоеватели в Анатолия и Румелия от периода преди османския халифат. Впоследствие газийството постепенно се трансформира в религиозни братства, като тези на бекташите, дервишите и др. Последният титул гази е присъден на Мустафа Кемал Ататюрк за победата му в битката при Сакария. 